# جودوين أوباجي
جودوين أوباجي (بالإنجليزية: Godwin Obaje)‏ هو لاعب كرة قدم نيجيري في مركز الهجوم، ولد في 12 مارس 1997 في كادونا في نيجيريا. لعب مع النجم الرياضي الساحلي.